# Nikki Yanofsky
Nicole Yanofsky, detta Nikki (Montréal, 8 febbraio 1994), è una cantante canadese.

## Biografia
Nata a Montréal, ha esordito appena dodicenne nel 2006 esibendosi al Montreal International Jazz Festival. Nel 2007 ha preso parte alle registrazioni di We All Love Ella: Celebrating the First Lady of Song, album tributo a Ella Fitzgerald.
Nel settembre 2008 ha pubblicato il suo primo album. 
Nell'ambito dei Juno Awards 2009, ha ottenuto due candidature. Nel 2009 ha vinto il premio "Artista o gruppo jazz" ai Canadian Independent Music Awards.
Nel 2010 ha cantato il brano I Believe come sigla della CTV per le olimpiadi invernali. 
A Vancouver, in occasione della cerimonia di apertura dei XXI Giochi olimpici invernali, ha cantato l'inno nazionale canadese. Ha preso parte anche alla cerimonia di chiusura dei giochi olimpici e alla cerimonia di apertura dei giochi paralimpici.
Nel maggio 2010 ha anche pubblicato l'album Nikki, registrato con Phil Ramone, che contiene brani scritti da Jesse Harris, Ron Sexsmith e Feist.
Nel maggio 2014 pubblica il terzo disco.
Nel settembre 2016 pubblica un EP dal titolo Solid Gold EP prodotto da Wyclef Jean.
Nel luglio 2020 pubblica il suo quarto album in studio intitolato Turn Down the Sound. Questo disco, anticipato dai singoli Forget e Nerve, vede la partecipazione, come autore di due brani, di Rod Temperton.

## Discografia
Album
- 2008 - Ella...Of Thee I Swing
- 2010 - Nikki
- 2014 - Little Secret
- 2020 - Turn Down the Sound
- 2022 - Nikki by Starlight

EP
- 2016 - Solid Gold EP

Singoli
- 2010 - I Believe
- 2010 - I Got Rhythm
- 2010 - For Another Day
- 2010 - Cool My Heels
- 2014 - Something New
- 2014 - Necessary Evil
- 2016 - Young Love
- 2016 - Miss You When I'm Drunk
- 2018 - Big Mouth
- 2018 - Mistletoe
- 2019 - Blowin' Smoke
- 2020 - Forget
- 2020 - Nerve
- 2020 - Loner

## Videografia
- 2010 - Live in Montreal